# 주유랑
주유랑(1970년 6월 19일 ~ )은 대한민국의 성우이다. 1994년 KBS 24기 공채 성우로 데뷔하였다.

## 주요 출연작품

### 애니메이션
- 드래곤볼 (SBS) - 런치 / 푸알 / 대령 / 우파 / 소건 / 여신
- 버키와 투투 (KBS)
- 비밀일기 (KBS) - 윤별
- 아기와 나 (재능TV) - 유보영
- 짱구는 못말려 (SBS) - 미미 (1,2기)

### 영화
- 경찰서를 털어라 (KBS)
- 굿바이 레닌 (KBS) - 라라 (출판 하마토바)
- 넉 오프 (KBS)
- 대단한 유혹 (KBS)
- 도망자 2 (SBS)
- 동경공략 (KBS) - 매시 (진혜림)
- 라붐 (SBS)
- 마틴을 위한 노래 (KBS) - 카린 (린다 칼그렌)
- 말뚝상사 빌코 (KBS)
- 무서운 영화 2 (KBS) - 신디 (애나 패리스)
- 뮤직 오브 하트 (KBS) - 카를로스 (이안 퀸랜)
- 미스터리 알래스카 (KBS) - 말라 (레이철 윌슨)
- 바그다드 카페 (KBS) - 필리스 (모니카 캘런)
- 반 헬싱 (KBS) - 마리쉬카 (조시 마랜)
- 소울 메이트 (KBS) - 글로딘 (케이시 M. 패닌)
- 쉬즈 올 댓 (KBS) - 테일러 본 (조디 린 오키프)
- 슈퍼맨 (KBS)
- 신 정무문 2 (SBS) - 주주(매소혜)
- 신과 함께 가라 (KBS)
- 어쌔신 (KBS) - 방송 기자(네리사 E. 윌리엄스) / 경찰(바바라 앤 클라인) / 안내 방송
- 왕의 춤 (KBS) - 아르망드
- 주니어 (KBS)
- 청혼 (KBS) - 나탈리 (말리 셸턴)
- 체인 리액션 (SBS)
- 캘리포니아 여자 (KBS) - 아이바나 (엘리사 도노반)
- 퍼펙트 크라임 (KBS) - 록산느 (키라 미로)
- 폴리스 스토리 4 (SBS) - 외국인(리리사 에료민마)
- 프린세스 다이어리 (KBS) - 라나 (맨디 무어)
- 플레전트빌 (SBS)
- 필라델피아 (KBS)
- 헬레이저 5 (KBS)
- 화룡풍운 (KBS) - 아설 (엽전직)
- 흑협 2 (KBS)
- 007 죽느냐 사느냐 (KBS) - 솔리테어 (제인 세이모어)
- 21그램 (KBS) - 클로리아(클리어 듀발) / 케이티(칼리 나혼)

### 외화
- 닥터 후 (KBS) - 다이아나 고덕(애나루이즈 플로먼) / 린다(조 조이너)
- 니벨룽겐의 반지 (KBS) - 크림힐드 (얼리샤 윗)

### 인터넷
- 사이버 파이터 (세이캐스트) - 이화시

### 한국영화
- 워킹걸 - 인간문화재
- 소녀 - 윤수 모
- 댄스 타운 - 김수진
- 애니멀 타운 - 형도 아내
- 모차르트 타운 - 지원
- 싸이보그지만 괜찮아 - 라디오 아나운서